# Stanisław Rembek
Stanisław Edmund Rembek właśc. Stanisław Ehrenberg (ur. 6 lipca 1901 w Łodzi, zm. 21 marca 1985 w Warszawie) – polski pisarz, nauczyciel, działacz konspiracyjny, tłumacz, żołnierz Armii Krajowej.

## Życiorys
Urodził się w Łodzi, w rodzinie Edmunda Ehrenberga, kierownika robót budowlanych, i Kazimiery z Osmanowiczów. Rodzina mieszkała wówczas w Łasku. W 1909 roku Ehrenbergowie przeprowadzili się do Piotrkowa Trybunalskiego, gdzie Stanisław uczęszczał najpierw do gimnazjum rosyjskiego, a następnie do Gimnazjum im. Henryka Dąbrowskiego. Był aktywnym harcerzem, redagował szkolną gazetę „Razem”. Od końca 1914 zaczął prowadzić dziennik. W 1918 wstąpił do tajnej Polskiej Organizacji Wojskowej. W 1919 przerwał naukę i wstąpił jako ochotnik do Wojska Polskiego. Został kanonierem w 1. Baterii 10. Kaniowskiego Pułku Artylerii Lekkiej. Brał udział w wojnie polsko-bolszewickiej. Do rezerwy przeszedł 17 stycznia 1921 roku Uczestnik wojny obronnej 1939. W czerwcu 1921 zdał maturę w Gimnazjum im. Bolesława Chrobrego w Piotrkowie Trybunalskim.
Z wykształcenia historyk, absolwent Uniwersytetu Warszawskiego. Studiował również dziennikarstwo w Szkole Nauk Politycznych w Warszawie. W 1921 roku wstąpił do Związku Niezależnej Młodzieży Socjalistycznej. Debiutował na łamach pisma „Ognisko” w 1922 roku. Najpierw w marcu ukazał się jego artykuł Duch wolności w konstytucji 17 marca 1921 r., następnie powieść młodzieżowa w odcinkach Ekspedycja karna. Podjął też współpracę z „Kurierem Gnieźnieńskim”, na którego łamach ukazały się opowiadania Pytanie i Dojrzałe kłosy. Od 1923 współpracował z dziennikiem PPS „Robotnik”. Został członkiem Związku Zawodowego Literatów Polskich, poznał też pisarzy zrzeszonych w PEN Clubie.
W latach 1924–1938 był nauczycielem polonistą, najpierw w gimnazjum żeńskim w Radomiu, potem w Szkole Handlowej w Piotrkowie Trybunalskim. Mieszkał też i uczył w Łęczycy i Równem na Wołyniu. W 1928 roku odbył podróż po Europie. Przebywał w Czechosłowacji, Austrii, Włoszech i Francji. Był zatrudniony jako kreślarz w biurze budowlanym w Algierii. Przyjaźnił się z zoologiem Augustem Dehnelem i jego żoną. W 1932 ukończył w Zambrowie kurs oficerski w stopniu podporucznika. W 1935 ożenił się z Marią z Dalewskich Dehnelową.
We wrześniu 1939 roku brał udział w obronie Warszawy. Czas okupacji niemieckiej spędził w Grodzisku Mazowieckim przy ul. Plantowej, a wnikliwe opisy codziennego życia tamtych lat zawarł w wydanym pośmiertnie Dzienniku okupacyjnym. W konspiracji uczestniczył w tajnym nauczaniu. Był związany z Polskimi Socjalistami, ukrywał Żydów, został członkiem Armii Krajowej.
W 1949 na łamach Biblioteki Rolnika Polskiego ukazały się Opowiadania Nikołaja Gogola w przekładzie Rembeka. W 1958 roku pisarz został członkiem PEN-Clubu. Po wojnie okresowo jego twórczość była objęta zakazem publikacji, m.in. w okresie stalinowskim. Wówczas to żyjącemu w biedzie pisarzowi pomógł Bolesław Piasecki, który też spowodował w 1956 roku druk w Instytucie Wydawniczym PAX zbioru opowiadań Ballada o wzgardliwym wisielcu oraz dwie gawędy styczniowe. Dzieło to zawiera dedykację: „Bolesławowi Piaseckiemu jako ubogi dowód pamięci o wytrwałej pomocy okazanej w najcięższej epoce życia poświęcam”.
Był żonaty z Marią z domu Dalewską, córką Adolfa Dalewskiego. Miał dwie córki: Zdzisławę i Marutę. Pasierbicą pisarza jest Maria Magdalena Stępniewska, która przygotowała do druku dwa jego pośmiertnie wydane dzienniki.
Zmarł w Warszawie, pochowany został na cmentarzu Powązkowskim (kwatera 297-3-25).

## Publikacje

### Powieści
- Nagan (wyd. 1928, 1990)
- W polu (wyd. 1937, 1958 (emigracyjne), 1983, 1993, 1996)
- Wyrok na Franciszka Kłosa (wyd. 1947, 1956, 1977, 2000)
- Ballada o wzgardliwym wisielcu oraz dwie gawędy styczniowe (wyd. 1956, 1971, 1977, 2001, 2009, 2012)
- Przemoc i szabla (wyd. 2001)
- Cygaro Churchilla (wyd. 2004)

### Dzienniki
- Dzienniki. Rok 1920 i okolice (Oficyna Wydawnicza „Agawa”, Warszawa 1997, ISBN 83-85571-09-4)
- Dziennik okupacyjny (wyd. 2000)

## Ekranizacje
Na podstawie powieści Wyrok na Franciszka Kłosa Andrzej Wajda nakręcił film pod tym samym tytułem. Juliusz Machulski na motywach opowiadań Przekazana sztafeta oraz Igła wojewody zrealizował film Szwadron.

## Nagrody
- Nagroda Kasy Literackiej im. Franciszka Salezego Lewentala za powieść W polu (1938)
- Nagroda miasta Kalisza im. Adama Asnyka (1938)
- Nagroda Ministra Kultury i Sztuki za powieść W polu (1945)[12]

## Upamiętnienie
Postać pisarza została ukazana w filmie dokumentalnym Jana Sosińskiego „Rembek”, wyprodukowanym w 1993.
Ulice Stanisława Rembeka znajdują się w Piotrkowie Trybunalskim i Grodzisku Mazowieckim.